# HARVEST (稲垣潤一のアルバム)
『HARVEST』（ハーベスト）は、2017年9月27日にリリースされた、稲垣潤一の22枚目のオリジナルアルバム。規格品番はUICZ-4403。

## 解説
6年半ぶりのオリジナル・アルバム。
先行配信シングル「ダイハツ・ムーヴキャンバス」CMソング「夕焼けは、君のキャンバス」、日本テレビ系「ぶらり途中下車の旅」エンディングテーマ2曲のうち、先行シングルである「週末のStranger」と本作にて初収録の「kamome」を含む全10曲収録。1曲目に水谷千重子とのデュエット曲「どうせ始まらない」、5曲目に山本彩(NMB48)とのデュエット曲「過ち」が収録され、累計デュエット曲数が61曲となり、稲垣はデュエット曲数日本一の自己記録を更新することになった。

## 収録曲
1. どうせ始まらない （稲垣潤一＆水谷千重子） 
作詞：秋元康　作曲：後藤康二　編曲：後藤康二
2. 夕焼けは、君のキャンバス　 
作詞：麻生哲朗　作曲：木村篤史　編曲：中村僚・大坪稔明
「ダイハツ・ムーヴCANBUS」テーマソング
3. 追憶のバラード
作詞：湯川れい子　作曲：中村泰輔　編曲：佐藤準
4. 過ち　（山本彩&稲垣潤一）
作詞：秋元康　作曲・編曲：櫻井純気
5. 週末のStranger
作詞：河口京吾　作曲：平井夏美　編曲：大坪稔明
日本テレビ系「ぶらり途中下車の旅」エンディングテーマ
6. 上手な恋の終わりかた　 
作詞：山田ひろし　作曲：田村信二　編曲：清水信之
7. ワンダー・ハイウェイ　 
作詞：中村泰輔　作曲：三井誠　編曲：大坪稔明
8. Kamome
作詞・作曲：中村泰輔　編曲：大坪稔明
日本テレビ系「ぶらり途中下車の旅」エンディングテーマ
9. On and On
作詞：河口京吾　作曲：稲垣潤一・塩入俊哉　編曲：清水信之
10. 髪飾りの栞　 
作詞：中村泰輔　作曲：稲垣潤一・塩入俊哉　編曲：佐藤準